# Victor Baltard
Victor Baltard (París, 10 de junio de 1805-ibídem, 13 de enero de 1874) fue un arquitecto francés que ejerció en París durante el Segundo Imperio.

## Biografía
En 1833 gana el Premio de Roma en el Escuela de Bellas Artes de París. De 1834 a 1838, se queda en Roma como pensionado de la Villa Médici. La Academia de Francia en Roma está entonces bajo la dirección de Dominique Ingres. A partir de 1849, se convierte en arquitecto de la ciudad de París. Es igualmente arquitecto diocesano por el Palacio Episcopal y el Gran Seminario, pero esta plaza le es retirada en 1854 ya que la administración considera que atribuye poca importancia a sus trabajos.
Es particularmente célebre por Mercado de París que realizó entre 1852 y 1872. Este edificio fue derribado en 1972-73 a excepción de uno de los pabellones (el "Pabellón Baltard") que ha sido clasificado monumento histórico. A él se debe la restauración de diferentes iglesias. Es igualmente el autor de dos sepulturas: la del compositor Louis James Alfred Lefébure-Wely en el cementerio del Père-Lachaise y la del jurista Léon Louis Rostand en el cementerio de Montmartre.
Victor Baltard era hijo del arquitecto Louis-Pierre Baltard.

## Principales realizaciones

### Arquitectura

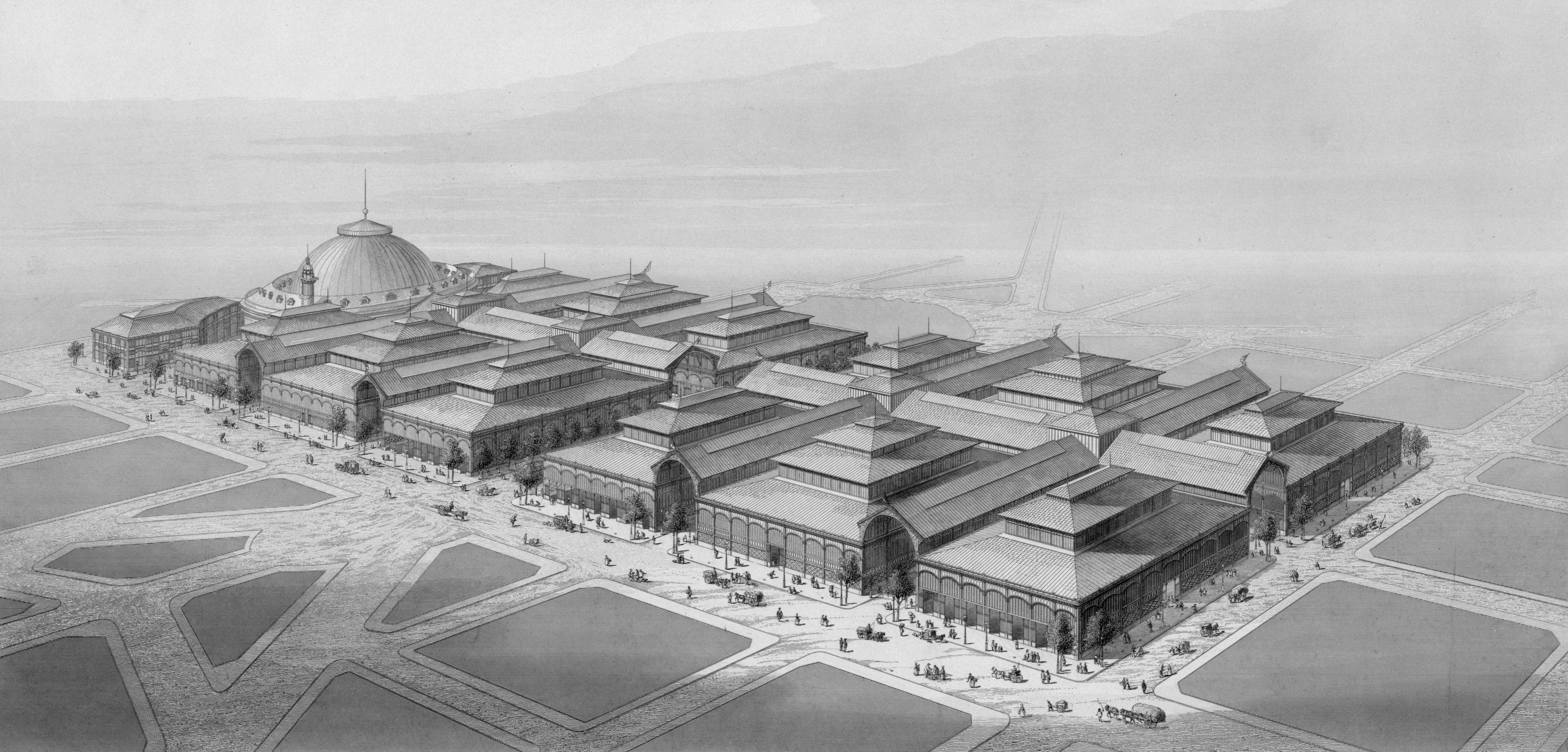
El Mercado de París en 1863.

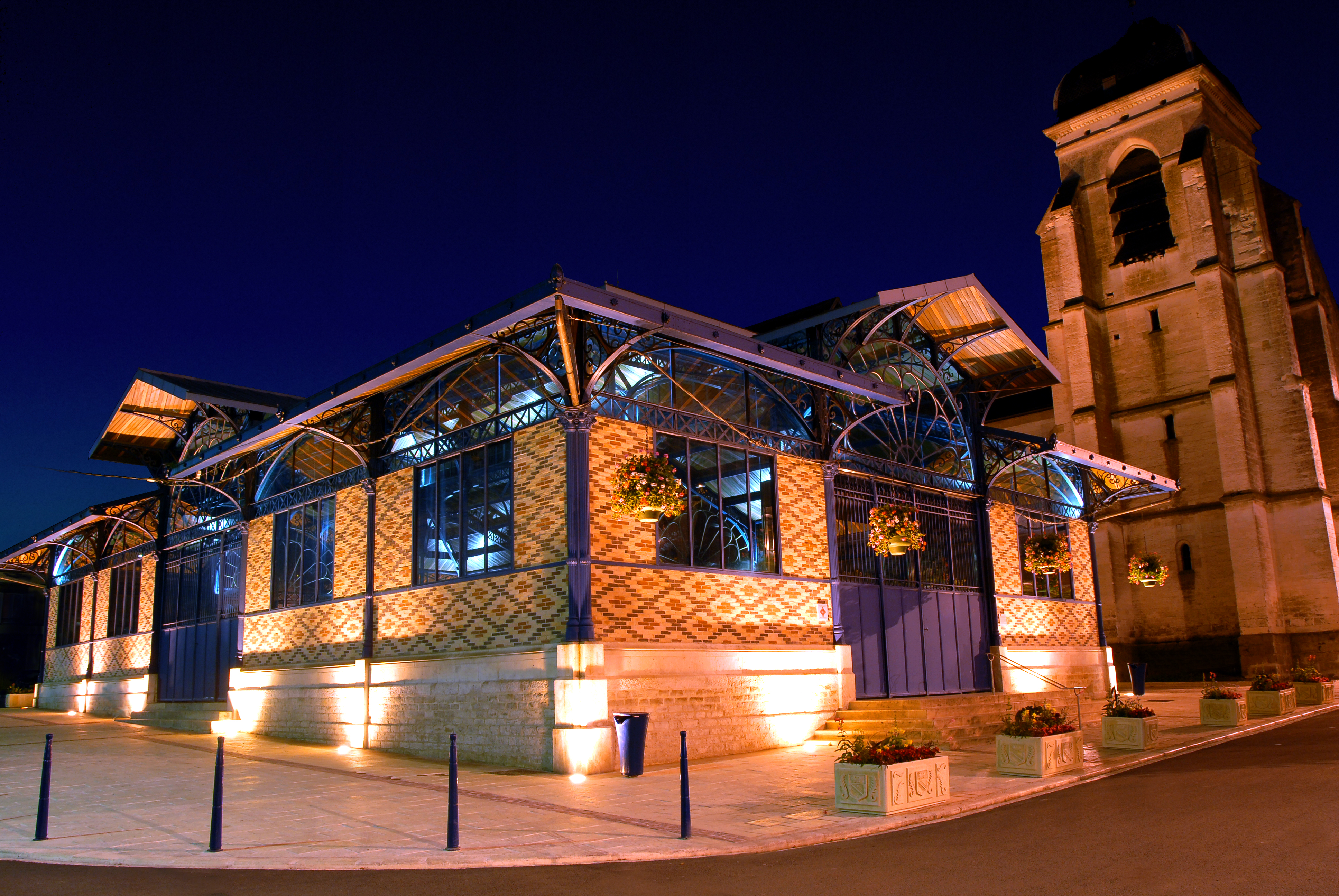
Mercado de estilo Baltard (Aix-en-Othe, Aube).

- Construcción del Palacio de Justicia de Lyon en 1847, hoy sede del tribunal de apelación de Lyon y del jurado mixto del Ródano.
- La tumba del compositor Louis James Alfred Lefébure-Wely (1817-1869) en el Cementerio del Père-Lachaise -wely-01.jpg (fotografía).
- Los 12 Pabellones del Mercado de París (1852-1872).
- Mercado de los bueyes del Mercado de la Villette.
- Construcción de la Église Saint-Augustin (1860-1871).
- Fachada de la Iglesia de Notre-Dame des Blancs-Manteaux: proviene de la iglesia Saint-Eloi-des-barnabitas que estaba entonces situada en el île de la Cité y que fue destruida durante los trabajos de Haussmann.

### Restauraciones
- Restauración de la iglesia de Saint-Germain-l'Auxerrois de París, en colaboración con Jean-Baptiste Lassus de 1838 a 1855.
- Restauración de la iglesia de San Eustaquio (París) en 1844.
- Restauración de la iglesia de Saint-Étienne-du-Mont: dirige los trabajos de construcción de la capilla de los catecismos y restaura la fachada de la iglesia entre 1861 y 1868.
- Restauración de la iglesia de Saint-Germain-des-Prés.
- Restauración de la iglesia de Saint-Séverin.
- Restauración de la iglesia de Saint-Paul-Saint-Louis: el arquitecto se ocupa principalmente de la redisposición del corazón y de la refacción de la fachada.